# Krzysztof Kiersznowski
Krzysztof Mieczysław Kiersznowski (ur. 26 listopada 1950 w Warszawie, zm. 24 października 2021 w Komorowie) – polski aktor filmowy, telewizyjny, teatralny i głosowy.
Wystąpił w filmach takich jak Vabank (1981), Wakacje z Madonną (1983), Vabank II, czyli riposta (1984), Kiler (1997), Kiler-ów 2-óch (1999), Cześć Tereska (2001), Statyści (2006) i  Sztos 2 (2011), a także w serialach: Samo życie, Twarzą w twarz, Barwy szczęścia i Blondynka.

## Życiorys

### Wczesne lata
Urodził się i dorastał w Warszawie. Aktorstwem zainteresowała go matka, Wanda (z domu Banaszewska; 1926–2009), która pracowała jako referentka w wydziale spraw lokalowych Urzędu Miasta Stołecznego Warszawy i wydziale kultury Stołecznej Rady Narodowej, a w czasie II wojny światowej jako łączniczka nosiła meldunki do majora Zygmunta Szendzielarza „Łupaszki”. Jego ojciec, Leopold Stanisław Kiersznowski (1920–1998) był żołnierzem AK i jednym z bohaterów powstania warszawskiego, odznaczonym Orderem Virtuti Militari. Jego dziadek ze strony matki, Napoleon Banaszewski (1898–1978), przedwojenny oficer z Wilna, Sybirak, po wojnie znalazł pracę jako bileter w kinie „Świt”, dzięki czemu Kiersznowski chodził na wszystkie projekcje filmów, a potem także do Teatru Współczesnego. Kiedy jego rodzice rozwiedli się, Kiersznowski został pod opieką matki, a ojca widywał sporadycznie. Dopiero po latach, gdy sam założył rodzinę, naprawił relacje z ojcem. W latach 1957–1964 uczęszczał do warszawskiej Szkoły Podstawowej nr 48 im. Adama Próchnika. Do szesnastego roku życia bywał agresywny, dużo czasu spędzał na ulicy w środowisku, które nie stroniło od alkoholu, używek i nieodpowiedzialnych zabaw, powtarzał ostatnią klasę liceum. Jego podejście do życia zmieniła ówczesna przyjaciółka. W 1968, po maturze próbnej, zgłosił się do wojska, a po odbyciu służby zdał maturę. Jako nastolatek zmagał się z jąkaniem. Chodził więc do logopedy, z tą dolegliwością pomógł mu też sąsiad, Andrzej Krasicki, ówczesny dyrektor Teatru Polskiego, który zlecił mu ćwiczenia. Kiersznowski zdał za pierwszym razem na Wydział Aktorski PWSFTviT w Łodzi. Ukończył studia w 1977, a rok później uzyskał dyplom.

### Kariera
W wieku 26 lat trafił do filmu Andrzeja Wajdy Człowiek z marmuru (1976), gdzie jako towarzysz wręczał kwiaty i gratulował Birkutowi (Jerzy Radziwiłowicz) rekordu. W 1976 zadebiutował na scenie Ośrodka Kultury Teatralnej Teatru Ochoty w roli naczelnika w przedstawieniu Jana Pawła Gawlika Egzamin. W 1978 został dostrzeżony na XIX Festiwalu Polskich Sztuk Współczesnych we Wrocławiu i otrzymał wyróżnienie za rolę prokuratora w sztuce Krzywa płaska Jana Szymańskiego w reżyserii Jana Machulskiego w warszawskim Teatrze Ochoty, z którym był związany w latach 1977–1980 i 1989–1990. Występował także w teatrach warszawskich: Studio (1979–1987), Sceny Prezentacje (1980–1981), Komedia (1999, 2011), Rampa (2003), Rozmaitości (2006), Poloni (2008, 2016), Capitol (2014), tm (2016), IMKA i Kamienica (2020) oraz Teatrze Polskim w Bydgoszczy (1988–1989), Lubuskim Teatrze w Zielonej Górze (2006), Teatrze im. Adama Mickiewicza w Częstochowie (2007) i Teatrze Nowym w Łodzi (2010).
Stał się rozpoznawalny dzięki drugoplanowym rolom filmowym w produkcjach Juliusza Machulskiego: jako gangster nieudacznik „Nuta”, brat „Moksa” (Jacek Chmielnik) w Vabanku (1981) i Vabanku II (1984), gangster „Wąski” w Kilerze (1997) i Kiler-ach 2-óch (1999), porucznik Tarkowski, oficer Agencji Bezpieczeństwa Wewnętrznego w Superprodukcji (2002) oraz ślusarz w Ile waży koń trojański? (2008). Kreacja ojca Tereski w dramacie psychologicznym Roberta Glińskiego Cześć Tereska (2001) przyniosła mu Polską Nagrodę Filmową Orła 2002. Wystąpił też w dramacie historycznym Volkera Schlöndorffa Strajk (2006) i Ballada o Piotrowskim (2007) w roli tytułowej życiowego nieudacznika. Za drugoplanową rolę Edwarda Gralewskiego w komedii Michała Kwiecińskiego Statyści (2006) zdobył nagrodę na 31. Festiwalu Polskich Filmów Fabularnych w Gdyni i Orła 2007.
Wystąpił w teledyskach, m.in. Kombi i Sławomira.
W 2007 przyjął rolę Stefana Górki, ojca Kasi (Katarzyna Glinka) w serialu TVP2 Barwy szczęścia. W serialu TVN Twarzą w twarz (2007) zagrał podinspektora Janusza Wnuka, który prowadzi śledztwo w sprawie śmierci policjanta.

## Życie prywatne
Był żonaty z Francuzką Martin, która pracowała w dyplomacji. Mieli dwoje dzieci – syna Maximiliena (ur. 1978), asystenta na wydziale prawa, i córkę Catherine (ur. 1984), która ukończyła architekturę wnętrz.
25 lipca 2018 na rondzie w centrum Warszawy przeżył wypadek drogowy. Jego samochód, po uderzeniu przez inny pojazd, został doszczętnie zniszczony.
Zmarł 24 października 2021 w Komorowie k. Pruszkowa. Powodem śmierci był nowotwór, z którym zmagał się od wielu lat. 4 listopada 2021 po mszy pogrzebowej w kościele pw. św. Aleksandra w Warszawie, został pochowany na cmentarzu w Komorowie.

## Filmografia
- 1976: Latarnik jako latarnik Józef Skawiński w młodości
- 1976: Człowiek z marmuru jako towarzysz gratulujący Birkutowi rekordu
- 1978: Umarli rzucają cień jako Mikołaj
- 1978: Bez znieczulenia jako student Michałowskiego
- 1978: Ty pójdziesz górą – Eliza Orzeszkowa jako Florenty Orzeszko, szwagier Elizy
- 1979: Zielone lata jako Józek, ojciec Wojtka
- 1979: Wolne chwile jako Mirek, kierownik teatru
- 1980: Gorączka jako bojowiec
- 1981: Vabank jako „Nuta”, brat „Moksa”
- 1983: Wakacje z Madonną jako Robert
- 1983: Dolina szczęścia jako pomywacz w pociągu
- 1984: Vabank II, czyli riposta jako „Nuta”, brat „Moksa”
- 1984: Ultimatum jako „Boniek”
- 1985: Kacperek jako tata Romek
- 1986: Weryfikacja jako „Wysoki”, przemytnik „Doktora”
- 1986: Nikt nie jest winien jako szofer Ryszarda
- 1986: Lucyna jako Franek Bylik
- 1988: Banda Rudego Pająka jako porucznik w czasie wojny (odc. 1 i 2)
- 1990: Pensjonat „Słoneczny Blask” jako funkcjonariusz MSW
- 1990: Napoleon jako oficer niemiecki (odc. 2)
- 1990: Kanalia jako Sykstus Buczyński
- 1993: Żywot człowieka rozbrojonego (odc. 2)
- 1993: Kraj świata jako mężczyzna w łańcuchu
- 1993: Ewangelia według Harry’ego jako Secret Service
- 1994: Ptaszka jako dostawca części do maszyny
- 1994: Miasto prywatne jako polityk współpracujący z „Alim”
- 1994: Jest jak jest jako klient Darka (odc. 15)
- 1995: Tato jako inspektor policji
- 1995: Sukces jako dziennikarz Robert, gość na przyjęciu w firmie Tekli (odc. 9)
- 1995, 1998: Matki, żony i kochanki jako Robert, były mąż Hanki
- 1995: Doktor Semmelweis jako lekarz
- 1996: Wezwanie jako oficer śledczy
- 1996: Niepisane prawa jako recepcjonista w motelu
- 1997: Sara jako komisarz
- 1997: Kiler jako „Wąski”, człowiek „Siary”
- 1997: Dom jako Świder, działacz sportowy ze Śląska (odc. 19)
- 1998: Żona przychodzi nocą
- 1998: Złoto dezerterów jako generał SS
- 1998: Nic jako lombardzista
- 1998: Demony wojny według Goi jako Ziarno, zastępca Kellera
- 1998: 13 posterunek jako juror (odc. 36 i 37)
- 1999: Policjanci jako Jurczyk
- 1999: Pierwszy milion jako „Rosół”, współaresztant „Kurtza” i „Pikiego”
- 1999: Moja Angelika jako gangster
- 1999: Kiler-ów 2-óch jako „Wąski”, człowiek „Siary”
- 1999–2000: Graczykowie różne role (odc. 12, 15, 29, 38, 53)
- 2000–2007: Świat według Kiepskich różne role (odc. 39, 42, 55, 58, 81, 87, 91, 116, 152, 172, 278)
- 2000: Mała Vilma jako Wilhelm Tirschler
- 2001: Tam, gdzie żyją Eskimosi jako Niemiec
- 2001: Przeprowadzki jako Michalski (odc. 7)
- 2001: M jak miłość jako Zenon, księgowy w przetwórni
- 2001: Cześć Tereska jako Stasiek, ojciec Tereski
- 2001: Casus belli
- 2001: Graczykowie, czyli Buła i spóła jako Kitaszewski kuzyn Wieśka Graczyka (odc. 6)
- 2002: Superprodukcja jako porucznik Tarkowski, oficer Agencji Bezpieczeństwa Wewnętrznego
- 2002: Na dobre i na złe jako Tomasz Mirowski (odc. 115)
- 2002: Lokatorzy jako Stefan, stryjeczny brat Bogackiego (odc. 119)
- 2002: Król przedmieścia jako brat Śledzisław (odc. 7)
- 2002: Break Point
- 2002–2007: Samo życie jako Alfred Knapik, ojciec Antka
- 2004: Piekło niebo jako Kulawik, szwagier Marchwińskiego
- 2004: Pensjonat pod Różą jako Lesio Walczak „Elliot” (odc. 17 i 31)
- 2004–2005: Kryminalni jako Krzysztof Raszyński „Wtyka”, policjant wydziału ds. narkotyków (odc. 1 i 24)
- 2004: Fala zbrodni jako Leo Towariszcz (odc. 9)
- 2004: Pierwsza miłość jako „Piłkarz”, gangster, dla którego pracował Jakub Szwajewski
- 2005: Solidarność, Solidarność... jako starszy żul
- 2005: Siedem grzechów popcooltury jako Zdzisiek
- 2005: Lokatorzy jako komisarz Wronka z wydziału antykorupcyjnego (odc. 207)
- 2005: Dziki 2: Pojedynek jako Zygmunt Buśka „Sztywny”, mąż Irenki (odc. 10)
- 2005: Anioł Stróż jako kierownik sali (odc. 3)
- 2006: Strajk – Bohaterka z Gdańska jako Mateusz
- 2006: Statyści (serial) jako Edward Gralewski
- 2006: Statyści jako Edward Gralewski
- 2006: Nadzieja jako dostawca samochodu
- 2006–2007: Hela w opałach jako Zenek Trojański, były szwagier Heli (odc. 11 i 30)
- 2006: Francuski numer jako mechanik Bartkowiak
- 2006: Dublerzy (serial) jako agent Konarski
- 2006: Dublerzy jako agent Konarski
- 2007: Twarzą w twarz jako podinspektor Janusz Wnuk (odc. 1-12)
- 2007: Mamuśki jako Władzio (odc. 3)
- 2007: Jutro idziemy do kina jako podrywacz
- 2007–2008: Glina jako Moryc, informator Gajewskiego (odc. 14 i 24)
- 2007: Egzamin z życia jako dowódca (odc. 76)
- 2007–2021: Barwy szczęścia jako Stefan Górka, ojciec Kasi
- 2008: Ile waży koń trojański? jako ślusarz w 1987 roku
- 2008: Boisko bezdomnych jako Staszek
- 2009: Whisky z mlekiem
- 2009: Nigdy nie mów nigdy jako ochroniarz
- 2009: Fundacja kultura jako Piotrowski
- 2010, 2013–2020: Blondynka jako Czesław Kozyra „Pula Hula”
- 2010: Śniadanie do łóżka jako Ludwik, właściciel restauracji „Odjazd”
- 2010: Kołysanka jako Roman Łapszow
- 2011: Chwila nieuwagi, czyli drugi sztos jako Zdzisław „Bambaryła”, kierownik restauracji
- 2011: Ojciec Mateusz jako Wacław Gajda (odc. 68)
- 2012: Zdjęcie jako Roman Domański
- 2012: Bokser jako trener Przemka
- 2012: Merida Waleczna jako Lord McIntosh (głos, polski dubbing)[12]
- 2012: Być jak Kazimierz Deyna jako trener przeciwnej drużyny
- 2013: Podejrzani zakochani jako policjant „blondyn”
- 2013: Drogówka jako Oliwa
- 2014: Pod Mocnym Aniołem jako „Inżynier”
- 2015: Moje córki krowy jako brat ojca
- 2017: Pewnego razu w listopadzie jako Zdzisław
- 2017: Gotowi na wszystko. Exterminator jako pan Janek
- 2018: Pitbull. Ostatni pies jako Karwański
- 2018: Za marzenia jako kierownik jarmarku bożonarodzeniowego (odc. 10)
- 2019: Underdog jako Cieślak
- 2019: Futro z misia jako alkoholik Janusz
- 2020: Rozłam jako ochroniarz
- 2020: Czarny młyn jako listonosz
- 2020: Asymetria jako taksówkarz
- 2021: Kowalscy kontra Kowalscy jako złodziej (odc. 15)
- 2022: Koniec świata, czyli kogel-mogel 4[13] jako mężczyzna przed klasztorem

### Teledyski
| Rok  | Tytuł                          | Wykonawca | Rola                    |
| ---- | ------------------------------ | --------- | ----------------------- |
| 1985 | „Nasze randez-vous”            | Kombi     | strażak                 |
| 2012 | „1000 metrów nad ziemią”       | Mrozu     | gość na imprezie        |
| 2013 | „To nie przyjaźń tylko miłość” | Classic   | ochroniarz              |
| 2015 | „Miłego dnia”                  | Classic   | ksiądz                  |
| 2015 | „Megiera”                      | Sławomir  | uciśniony przez Megierę |

## Nagrody
| Rok  | Nagroda                                                | Kategoria                                     | Tytuł                |
| ---- | ------------------------------------------------------ | --------------------------------------------- | -------------------- |
| 1978 | XIX Festiwal Polskich Sztuk Współczesnych we Wrocławiu | Za rolę prokuratora                           | Krzywa płaska        |
| 2002 | Orzeł (Polskie Nagrody Filmowe)                        | Najlepsza drugoplanowa rola męska za rok 2001 | Cześć Tereska (2001) |
| 2006 | 31. Festiwal Polskich Filmów Fabularnych w Gdyni       | Najlepsza drugoplanowa rola męska             | Statyści (2006)      |
| 2007 | Orzeł (Polskie Nagrody Filmowe)                        | Najlepsza drugoplanowa rola męska za rok 2006 | Statyści (2006)      |